# Maurizio Cattoi
Maurizio Cattoi (Bressanone, 6 giugno 1955) è un politico italiano.

## Biografia
Laureato in scienze forestali. Alle elezioni politiche del 2018 è eletto deputato del Movimento 5 Stelle. 
È membro dal 2018 della I Commissione Affari costituzionali e, dall'8 aprile 2021, del COPASIR in sostituzione del dimissionario Antonio Zennaro.
Il 29 luglio 2022 lascia il Movimento 5 Stelle per aderire ad Ambiente 2050.